# 九齿三窝蛛
九齿三窝蛛（学名：Trilacuna jiuchi）一种于中国重庆市北碚区缙云山蔡家沟发现的蜘蛛，隶属于卵形蛛科三窝蛛属。

## 鉴别特征
九齿三窝蛛雄性插入器具有九齿耙状和叉状的骨质化突起，雌性生殖沟中央有一线状结构。